# Мистический национализм
Мистический национализм (нем. Nationalmystik) или национальный мистицизм — это форма национализма, возводящая нацию в статус нумена или божества. Наиболее известным его примером является германский мистицизм, породивший оккультизм во времена Третьего рейха. Идея нации как божественной сущности была представлена Иоганном Готлибом Фихте. Мистический национализм тесно связан с романтическим национализмом, но выходит за рамки романтических чувств и переходит в мистическое почитание нации как трансцендентной истины. Он часто пересекается с этническим национализмом в виде псевдоисторических утверждений о происхождении того или иного этноса.
Мистический национализм встречается во многих национализмах, помимо германского или нацистского, и выражается в использовании оккультных, псевдонаучных или псевдоисторических представлений для обоснования националистических претензий, часто связанных с нереальными представлениями о древности нации или каких-либо национальных мифов, отстаиваемых как "истинные" псевдонаучными методами.

## Известные примеры

### Европа

##### Швеция
Шведский готицизм.

##### Венгрия
Венгерская доктрина Священной Короны.

##### Польша
Польский сарматизм и более поздняя концепция "Христа Европы".

##### Бельгия
Бельгийцы (и даже жители Бенилюкса) происходят из королевства франков.

##### Великобритания
Британский израилизм.

##### Ирландия
Ирландский писатель Джордж Уильям Рассел назван "пророком мистического национализма".

##### Испания
Судьба Испании в фалангизме.

##### Греция
Греческий эпсилонизм.

##### Болгария
Некоторые направления ревизионистских теорий истории болгар и Болгарии (например, "фракомания"), и македонских националистических теорий истории.

##### Румыния
- Румынский протохронизм и "дакомания";
- Легион Архангела Михаила, также известный как Железная гвардия — православное движение орденского типа, созданное 24 июня 1927 г. тогдашним студентом Ясского университета и политическим активистом христианского национализма Корнелиу Кодряну[3].

##### Албания
Нарративы о происхождении албанцев в албанском национализме.

##### Хорватия
Хорватское движение иллиристов.

##### Сербия
Битва на Косовом поле 1389 года как национальный миф в сербском национализме (см. косовский миф).

##### Россия
Течения русского национализма (см. РНЕ, инглиизм, РИД).

##### Армения
- Некоторые течения армянского национализма (см. Армения, Субарту и Шумер[7]).

### Азия

##### Турция
- Теория языка Солнца[англ.] и концепция тюркской истории в пантюркизме и турецком национализме.
- Курдские националисты часто заявляют, что они являются потомками мидян[8][9].

##### Израиль
- Каббалистические течения в религиозном сионизме[10].
- Евреи как богоизбранный народ[англ.] в иудаизме.

##### Индия
- Теория коренных арийцев в индуистском национализме[англ.].
- Течения тамильского национализма (например, как у Деванейя Паванар[англ.]).
- Заявления о межпланетных путешествиях, возможном существовании экстракорпорального оплодотворения и генной инженерии у древних индийцев (102-й Индийский научный конгресс).

##### Япония
Государственный синтоизм в Японии до насильственной секуляризации после Второй мировой войны.

##### Индонезия
- Индонезийский национализм[англ.].

##### Филиппины
- Филиппинская судьба[англ.].

### Америка
- Американское предначертание судьбы.
- Мормонская вера в израильское происхождение коренных американцев.
- В статье 2004 года Дэвид Гелернтер назвал Рональда Рейгана мистическим националистом[11].